# Pipirig
Pipirig est une commune roumaine du județ de Neamț, dans la région historique de Moldavie et dans la région de développement du Nord-Est.

## Géographie
La commune de Pipirig est située dans le nord-est du județ, à la limite avec le județ de Suceava, dans les Monts Stânișoara (point culminant de la commune, Mt Bivolul, altitude : 1 531 m), à 23 km à l'ouest de Târgu Neamț et à 67 km au nord-ouest de Piatra Neamț, le chef-lieu du județ.
La municipalité est composée des sept villages suivants (population en 1992) :
- Boboiești (1 621) ;
- Dolhești (1 435) ;
- Leghin (520) ;
- Pâțâtyeni (866) ;
- Pipirig (1 429), siège de la municipalité ;
- Pluton (988) ;
- Stânca (1 280).

## Histoire
La première mention écrite du village date de 1437.

## Politique
Le Conseil Municipal de Pipirig compte 15 sièges de conseillers municipaux. À l'issue des élections municipales de juin 2008, Marcel Prună (PSD) a été élu maire de la commune.
| Parti                                                | Nombre de conseillers |
| ---------------------------------------------------- | --------------------- |
| Parti social-démocrate (PSD)                         | 8                     |
| Parti démocrate-libéral (PD-L)                       | 4                     |
| Parti de la nouvelle génération - Chrétien-démocrate | 2                     |
| Parti national libéral (PNL)                         | 1                     |

## Religions
En 2002, la composition religieuse de la commune était la suivante :
- Chrétiens orthodoxes, 99,71 %.

## Démographie
En 2002, la commune comptait 8 624 Roumains (99,96 %). On comptait à cette date 3 060 ménages et 2 580 logements.
| 1992  | 2002  | 2007  |
| ----- | ----- | ----- |
| 8 440 | 8 627 | 8 875 |

## Économie
L'économie de la commune repose sur l'élevage, la sylviculture, l'exploitation et la transformation du bois.

## Communications

### Routes
Pipirig est située sur la route nationale DN15B qui relie Târgu Neamț avec Poiana Teiului et le județ de Harghita.

## Lieux et monuments
- Pipirig, église orthodoxe en bois St Nicolas de 1807.

## Personnages
- Nicodim Munteanu (en), (1864-1948), Patriarche de l'Église orthodoxe roumaine de 1939 à 1948.